# Bessinger Nunatak
Bessinger Nunatak är en nunatak i Antarktis. Den ligger i Västantarktis. Argentina, Chile och Storbritannien gör anspråk på området. Toppen på Bessinger Nunatak är 1 640 meter över havet.
Terrängen runt Bessinger Nunatak är varierad. Trakten är obefolkad. Det finns inga samhällen i närheten.